# Giygas
Giygas, también conocido como Giegue y Gyiyg (ギーグ Gīgu?) en Japón, es un personaje de la serie de videojuegos Mother de Nintendo, creado por Shigesato Itoi. El personaje es el principal antagonista y jefe final de Mother y su secuela, Mother 2/EarthBound. En la serie, invade la Tierra en un intento de acabar con la humanidad en Mother y regresa a EarthBound, donde conquista el mundo y envía sus fuerzas al pasado para evitar que el protagonista Ness lo derrote. La batalla contra Giygas, que lo muestra en estado de confusión, se inspiró en una película japonesa que traumatizó a Itoi cuando era niño. Ha recibido una recepción positiva con críticos que se refieren a su batalla como una de las más espeluznantes de los videojuegos y considerado uno de los antagonistas de videojuegos más grandes e icónicos de todos los tiempos.

## Creación
Shigesato Itoi ha declarado que su inspiración para el personaje de Giygas vino de una experiencia traumática de su infancia en la que accidentalmente entró a una sala de cine para adultos. En ese momento, se proyectaba una película de 1957 en la cual un hombre le agarraba los pechos a una mujer "Kenpei to Barabara no Shibijin" (憲兵とバラバラの死美人?  en español: "El oficial de policía y la belleza desmembrada") Archivado el 25 de enero de 2011 en Wayback Machine.. Itoi alcanzó a ver lo que creía que era escena de una violación. Itoi cometió un error, debido a que no era una violación, sino un asesinato de estrangulamiento. En cualquier caso, Itoi describe a Giygas como una entidad inexplicable para los humanos, pero que es un ser viviente que merece ser amado.
Shigesato Itoi y Matchan Miura (parte del grupo de creación de EarthBound) crearon los diálogos de Giygas en dicho videojuego. En una habitación, Itoi deletreaba el diálogo y Matchan lo tecleaba en hiragana. Itoi entonces comprobaba el texto en pantalla y aconsejaba cambiarlo en caso de que no le gustaba. Cada sección solo se daba por finalizada si impressionaba a Itoi.

## Biografía

### EarthBound Beginnings
La historia de Giygas es conocida desde su infancia, relatada en el diario de una mujer llamada Maria y su esposo George, quienes fueron secuestrados en la Tierra en 1909, justo después de casarse. Durante ese tiempo, George estudió los poderes PSI de la raza alienígena a la que pertenecía Giygas sin su permiso, con lo que culminó con su huida de vuelta a la Tierra. Una vez madurado, Giygas recibió el encargo de su pueblo de garantizar que nunca se propagara la cultura PSI por la Tierra. Sin embargo, Giygas no quería traicionar a aquellos a quienes lo habían querido, sobre todo a María. Al final, se vio obligado a separarse de María y comenzar los preparativos para la invasión de la Tierra.
Ochenta años más tarde comienza la invasión de la Tierra por parte de la raza alienígena. En este contexto, Giygas se enfrenta al bisnieto de María y George, Ninten, así como a sus compañeros Ana, Lloyd y Teddy. Antes de enfrentarse a Ninten, Giygas aún sentía dolor por la pérdida de María. Por ello, ofrece a Ninten ir con él a su planeta, lo que significa que lo único que realmente quería en la vida era la compañía de alguien. Ninten, sin embargo, declina la oferta. Es por ello que Giygas se ve obligado a atacar. Ninten y sus amigos rápidamente demuestran que no son rivales para Giygas. Por esta razón, recurren a cantar una canción que una vez compartieron María y Giygas, evocando los recuerdos reconfortantes que habían suprimido y debilitado a Giygas. Giygas abandona la Tierra y promete vengarse de Ninten.

### EarthBound
Muchos años después, Giygas regresa a la Tierra como el principal antagonista de EarthBound. En esta ocasión, difiere mucho desde su aparición en MOTHER. En el tiempo transcurrido entre las invasiones, Giygas ganó un poder tremendo y una maldad que destruyó todo su ser, incluyendo su mente, haciéndolo un ser indefinible para los estándares humanos, excepto con el término "fuerza maligna". Como se dijo, Giygas solo puede ser descrito como pura maldad, según Pokey Minch, "él es el poder del mal encarnado". Debido a la pérdida de su mente, Giygas se vuelve irracional y carente de pensamiento. En la batalla final, Giygas da sentido a las palabras de Pokey, no tiene conocimiento de sí mismo o lo que está haciendo, refiriéndose a él como "un idiota todopoderoso".
Ahora usando un vasto poder cósmico que es incapaz de controlar, Giygas se convierte en una amenaza para la existencia del universo mismo. Diez años después del comienzo de EarthBound, Giygas inicia el apocalipsis. El único conocido que logra escapar de la destrucción es un ser insectoide llamado Buzz Buzz, que viaja de vuelta en el tiempo diez años y advierte a Ness de la catástrofe inminente. Buzz Buzz otorga a  Ness la Piedra Sonora. Con este objeto, Ness podrá obtener ocho melodías en "Your Sanctuary" (lugares vinculados de forma íntima con el propio Ness) con el fin de obtener el poder de la Tierra y ser lo suficientemente fuerte para hacer frente a Giygas.
Durante el juego, Ness presencia la influencia de Giygas, principalmente en forma de enemigos que encuentra. Ahora ya existentes como el conjunto del poder del mal en el universo, Giygas es capaz de manipular el mal en las mentes de los seres vivos, tanto humanos como animales, y aparentemente puede manipular incluso formas de objetos inanimados. Uno de estos objetos es la estatua Mani Mani (conocida en inglés como "Evil Mani Mani" y en japonés como マニマニのあくま (Mani Mani no Akuma), la cual amplifica los deseos codiciosos y de poder. Ness consigue eliminar el influjo de la estatua gracias a la ayuda de Jeff. Ambos acaban con ella en Moonside, lugar ilusorio creado por la propia estatua e inversión de Fourside, ciudad en la que estaba escondida la estatua en el momento en el que los dos jóvenes dan con ella.
En la batalla final, Giygas se encuentra dentro de la "Devil's Machine", una máquina creada que en el fondo contiene una figura igual a la cara de Ness, para contener un enorme poder. Durante la batalla, Pokey apaga la máquina, causando que todo el poder de Giygas dé rienda suelta. Este suceso rodea a los cuatro niños, Pokey y Giygas en una dimensión caótica, extraña y llena de oscuridad. Al comenzar su aparición, sus ataques son aleatorios e incomprensibles, y su lenguaje es errático, confuso (especialmente para Ness) y sin sentido. Aunque Giygas era demasiado poderoso para Ness y sus amigos, es finalmente derrotado después de que Paula pide a la gente de la Tierra que rece (incluyendo al jugador). Las oraciones combinadas llegan al fondo de Giygas y se demuestra su debilidad, que resulta ser las emociones humanas (posiblemente debido a la pérdida de María en el juego anterior, o tal vez por ser una fuerza maligna y como tal sea vulnerable al poder de los sentimientos). Él se desvanece en la nada, y su futuro apocalíptico se borra.

## Curiosidades
- Brainshock (uno de los poderes PSI) es eficaz contra Giygas, aunque solo durante unos instantes en sus distintas etapas.
- En la recopilación Mother 1+2, Giygas puede ser derrotado con el estado de envenenamiento. Esto no ofrece puntos de experiencia.
- Junto a Ness y Ness' Nightmare, es uno de los personajes que usan el poder PSI Rockin.
- La caracterización de Giygas como un ser todopoderoso pero inconsciente es muy reminiscente de la que posee el dios lovecraftiano Azathoth.
- Giygas aparece como jefe final de diferentes juegos fanes, como "Paper Mother" y "I Wanna Be The Tribute".
- Una leyenda urbana afirma que el combate contra Giygas en EarthBound escenifica un aborto. Esto fue desmentido por Marcus Lindblom, localizador al inglés de dicho juego.[5]